# FC Zwolle in het seizoen 2006/07
Het seizoen 2006/2007 is het 96e jaar in het bestaan van de Zwolse voetbalclub FC Zwolle. De club komt uit in de Eerste divisie, de club bereikte de nacompetitie maar werd daarin uitgeschakeld door FC Dordrecht, en het toernooi om de KNVB beker, Hierin werd FC Zwolle in de tweede ronde uitgeschakeld door FC Emmen.

## Wedstrijdstatistieken

### Oefenduels
| Datum + plaats  | Wedstrijd                        | Uitslag        | Scoreverloop |
| --------------- | -------------------------------- | -------------- | --- |
| 8 juli 2006     | Olde Veste '54 (ama) – FC Zwolle | 1 – 6 (0 – 5)  | 2 doelpunten: Silvino Soares, Jordy Zuidam 1 doelpunt: Anton Jongsma, Stefan Jansen                                                        |
| 12 juli 2006    | FC Zwolle – N.E.C.               | 0 – 2 (0 – 0)  | – |
| 15 juli 2006    | VV Olympia '28 (ama) – FC Zwolle | 0 – 10 (0 – 6) | 3 doelpunten: Tom IJzerman 2 doelpunten: Anton Jongsma, Stefan Jansen 1 doelpunt: Dennis van der Wal, Albert van der Haar, Duncan van Moll |
| 18 juli 2006    | Regioteam – FC Zwolle            | 0 – 6 (0 – 2)  | 2 doelpunten: Duncan van Moll, Tom IJzerman 1 doelpunt: Ivo Rossen, Dennis van der Wal                                                     |
| 20 juli 2006    | FC Zwolle – Konyaspor            | 1 – 1 (0 – 1)  | Niet bekend |
| 26 juli 2006    | ADO Den Haag – FC Zwolle         | 1 – 1 (0 – 1)  | Niet bekend |
| 29 juli 2006    | FC Zwolle – Hapoel Tel Aviv      | 3 – 1 (1 – 0)  | Niet bekend |
| 4 augustus 2006 | FC Zwolle – sc Heerenveen        | 1 – 1 (1 – 0)  | Anton Jongsma |
|                 |                                  |                | |
| 4 januari 2007  | FC Zwolle – Chiclana CF          | 2 – 2 (1 – 2)  | Niet bekend |
| 8 januari 2007  | FC Zwolle – FC Erzgebirge Aue    | 1 – 1 (1 – 0)  | Niet bekend |

### Eerste divisie
| 1e speelronde                                                                                                   | Fortuna Sittard                                                                                 | 0 – 0         | FC Zwolle | Opstelling FC Zwolle: |
| 11 augustus 2006 Plaats: Sittard Wagner & Partners-stadion Toeschouwers: 4.143 Scheidsrechter: Hessel Steegstra |                                                                                                 |               | |                       |
| 2e speelronde                                                                                                   | FC Zwolle                                                                                       | 1 – 1 (1 – 1) | FC Dordrecht | Opstelling FC Zwolle: |
| 18 augustus 2006 Plaats: Zwolle Oosterenkstadion Toeschouwers: 3.118 Scheidsrechter: Richard Liesveld           | Tjeerd Korf 14'                                                                                 |               | 20' Cecilio Lopes |                       |
| 3e speelronde                                                                                                   | FC Zwolle                                                                                       | 0 – 1 (0 – 0) | FC Omniworld | Opstelling FC Zwolle: |
| 21 augustus 2006 Plaats: Zwolle Oosterenkstadion Toeschouwers: 2.463 Scheidsrechter: Mike van der Roest         |                                                                                                 |               | 58' Sander Duits |                       |
| 4e speelronde                                                                                                   | Cambuur Leeuwarden                                                                              | 0 – 4 (0 – 1) | FC Zwolle | Opstelling FC Zwolle: |
| 25 augustus 2006 Plaats: Leeuwarden Cambuurstadion Toeschouwers: 3.280 Scheidsrechter: Michel Winter            |                                                                                                 |               | 18' Anton Jongsma 50' (e.d.) Ferdinand Katipana 68' Duncan van Moll 76' (pen) Wilson                                                             |                       |
| 5e speelronde                                                                                                   | FC Zwolle                                                                                       | 1 – 2 (1 – 0) | RBC Roosendaal | Opstelling FC Zwolle: |
| 1 september 2006 Plaats: Zwolle Oosterenkstadion Toeschouwers: 3.316 Scheidsrechter: Dick van Egmond            | Anton Jongsma 7'                                                                                |               | 77' Henk Vos 90' Kees Kwakman |                       |
| 6e speelronde                                                                                                   | MVV                                                                                             | 4 – 2 (1 – 0) | FC Zwolle | Opstelling FC Zwolle: |
| 8 september 2006 Plaats: Maastricht De Geusselt Toeschouwers: 5.178 Scheidsrechter: Michiels                    | Damien Miceli 36' Mark Luijpers 62' Harrie Gommans 69' Fabio Caracciolo 84'                     |               | 48' Anton Jongsma 89' Silvino Soares |                       |
| 7e speelronde                                                                                                   | FC Zwolle                                                                                       | 1 – 1 (0 – 0) | FC Volendam | Opstelling FC Zwolle: |
| 15 september 2006 Plaats: Zwolle Oosterenkstadion Toeschouwers: 2.852 Scheidsrechter: Bas Nijhuis               | Wilson 46'                                                                                      |               | 68' Michiel Hemmen |                       |
| 8e speelronde                                                                                                   | BV Veendam                                                                                      | 3 – 1 (1 – 0) | FC Zwolle | Opstelling FC Zwolle: |
| 24 september 2006 Plaats: Veendam De Langeleegte Toeschouwers: 2.793 Scheidsrechter: Reinold Wiedemeijer        | Marnix Kolder 25' Marnix Kolder 52' Ruben Schaken 90'                                           |               | 85' (e.d.) Niek Loohuis |                       |
| 9e speelronde                                                                                                   | FC Zwolle                                                                                       | 1 – 2 (1 – 0) | VVV-Venlo | Opstelling FC Zwolle: |
| 29 september 2006 Plaats: Zwolle Oosterenkstadion Toeschouwers: 1.923 Scheidsrechter: Jack van Hulten           | Wesley Zandstra (pen) 22'                                                                       |               | 67' Karim Soltani 75' Willem Janssen |                       |
| 10e speelronde                                                                                                  | Helmond Sport                                                                                   | 1 – 1 (0 – 1) | FC Zwolle | Opstelling FC Zwolle: |
| 6 oktober 2006 Plaats: Helmond Stadion De Braak Toeschouwers: 2.481 Scheidsrechter: Michel Winter               | Bernard Quinoo 62'                                                                              |               | 22' (pen) Jordy Zuidam |                       |
| 11e speelronde                                                                                                  | FC Zwolle                                                                                       | 3 – 0 (1 – 0) | Go Ahead Eagles | Opstelling FC Zwolle: |
| 15 oktober 2006 Plaats: Zwolle Oosterenkstadion Toeschouwers: 4.653 Scheidsrechter: Dick van Egmond             | Duncan van Moll 3' Anco Jansen 74' Silvino Soares 77'                                           | IJsselderby   | |                       |
| 12e speelronde                                                                                                  | TOP Oss                                                                                         | 3 – 1 (2 – 0) | FC Zwolle | Opstelling FC Zwolle: |
| 20 oktober 2006 Plaats: Oss Frans Heesenstadion Toeschouwers: 1.843 Scheidsrechter: Danny Makkelie              | Leon van Dalen 6' Revy Rosalia 31' Alexander Prent 80'                                          |               | 77' Wilson |                       |
| 13e speelronde                                                                                                  | FC Zwolle                                                                                       | 3 – 0 (2 – 0) | FC Emmen | Opstelling FC Zwolle: |
| 23 oktober 2006 Plaats: Zwolle Oosterenkstadion Toeschouwers: 2.952 Scheidsrechter: Ed Janssen                  | Anton Jongsma 8' Jordy Zuidam 15' Silvino Soares 71'                                            |               | |                       |
| 14e speelronde                                                                                                  | FC Zwolle                                                                                       | 0 – 1 (0 – 0) | FC Den Bosch | Opstelling FC Zwolle: |
| 27 oktober 2006 Plaats: Zwolle Oosterenkstadion Toeschouwers: 3.863 Scheidsrechter: René Temmink                |                                                                                                 |               | 52' Koen van der Biezen |                       |
| 15e speelronde                                                                                                  | FC Eindhoven                                                                                    | 1 – 2 (1 – 0) | FC Zwolle | Opstelling FC Zwolle: |
| 3 november 2006 Plaats: Eindhoven Jan Louwersstadion Toeschouwers: 1.685 Scheidsrechter: Mike van der Roest     | Saša Stojanović 21'                                                                             |               | 65' Anton Jongsma 85' Anton Jongsma |                       |
| 16e speelronde                                                                                                  | Stormvogels Telstar                                                                             | 2 – 1 (0 – 0) | FC Zwolle | Opstelling FC Zwolle: |
| 10 november 2006 Plaats: Velsen-Zuid Sportpark Schoonenberg Toeschouwers: 1.507 Scheidsrechter: Mario Diks      | Richmond Bossman 51' Jan Bruin 76'                                                              |               | 54' Silvino Soares |                       |
| 17e speelronde                                                                                                  | FC Zwolle                                                                                       | 0 – 0         | AGOVV Apeldoorn | Opstelling FC Zwolle: |
| 17 november 2006 Plaats: Zwolle Oosterenkstadion Toeschouwers: 3.142 Scheidsrechter: Pieter Vink                |                                                                                                 |               | |                       |
| 18e speelronde                                                                                                  | De Graafschap                                                                                   | 2 – 0 (0 – 0) | FC Zwolle | Opstelling FC Zwolle: |
| 24 november 2006 Plaats: Doetinchem Stadion De Vijverberg Toeschouwers: 9.475 Scheidsrechter: René Temmink      | Berry Powel 48' Jhon van Beukering 54'                                                          |               | |                       |
| 19e speelronde                                                                                                  | FC Zwolle                                                                                       | 2 – 0 (0 – 0) | Haarlem | Opstelling FC Zwolle: |
| 1 december 2006 Plaats: Zwolle Oosterenkstadion Toeschouwers: 2.889 Scheidsrechter: Michel Winter               | Anton Jongsma 74' Albert van der Haar 88'                                                       |               | |                       |
| 20e speelronde                                                                                                  | Go Ahead Eagles                                                                                 | 1 – 1 (0 – 0) | FC Zwolle | Opstelling FC Zwolle: |
| 10 december 2006 Plaats: Deventer De Adelaarshorst Toeschouwers: 5.524 Scheidsrechter: Bjorn Kuipers            | Sjoerd Ars 76'                                                                                  | IJsselderby   | 48' Tjeerd Korf |                       |
| 21e speelronde                                                                                                  | FC Zwolle                                                                                       | 2 – 2 (1 – 1) | TOP Oss | Opstelling FC Zwolle: |
| 15 december 2006 Plaats: Zwolle Oosterenkstadion Toeschouwers: 3.150 Scheidsrechter: Bas de Groot               | Silvino Soares 5' Wesley Zandstra 72'                                                           |               | 26' (e.d.) Albert van der Haar 88' Niek Ripson                                                                                                   |                       |
| 22e speelronde                                                                                                  | FC Emmen                                                                                        | 3 – 3 (2 – 1) | FC Zwolle | Opstelling FC Zwolle: |
| 22 december 2006 Plaats: Emmen Stadion Meerdijk Toeschouwers: 3.528 Scheidsrechter: Raymond van Meenen          | Geoffrey Verweij 19' Rachid El Khalifi 25' Geoffrey Verweij 72'                                 |               | 17' Silvino Soares 84' Albert van der Haar 90' Tjeerd Korf                                                                                       |                       |
| 23e speelronde                                                                                                  | FC Zwolle                                                                                       | 1 – 3 (0 – 3) | BV Veendam | Opstelling FC Zwolle: |
| 12 januari 2007 Plaats: Zwolle Oosterenkstadion Toeschouwers: 2.252 Scheidsrechter: Mario Diks                  | Marcel Akerboom 67'                                                                             |               | 21' Ronald Hamming 43' Ruben Schaken 45' Ruben Schaken                                                                                           |                       |
| 24e speelronde                                                                                                  | FC Volendam                                                                                     | 1 – 0 (1 – 0) | FC Zwolle | Opstelling FC Zwolle: |
| 19 januari 2007 Plaats: Volendam Krasstadion Toeschouwers: 2.366 Scheidsrechter: Hessel Steegstra               | Rowin van Zaanen 19'                                                                            |               | |                       |
| 25e speelronde                                                                                                  | FC Zwolle                                                                                       | 4 – 1 (2 – 1) | FC Eindhoven | Opstelling FC Zwolle: |
| 26 januari 2007 Plaats: Zwolle Oosterenkstadion Toeschouwers: 2.112 Scheidsrechter: Michel Winter               | Jordy Zuidam (pen) 41' Jordy Zuidam 44' André Ossemer 49' Duncan van Moll 74'                   |               | 19' Levi van der Heijden |                       |
| 26e speelronde                                                                                                  | VVV-Venlo                                                                                       | 2 – 2 (1 – 0) | FC Zwolle | Opstelling FC Zwolle: |
| 2 februari 2007 Plaats: Venlo De Koel Toeschouwers: 3.619 Scheidsrechter: Kevin Blom                            | Dirk-Jan Derksen 34' Willem Janssen 48'                                                         |               | 83' (e.d.) Peter Reekers 84' Silvino Soares |                       |
| 27e speelronde                                                                                                  | FC Zwolle                                                                                       | 5 – 0 (1 – 0) | Helmond Sport | Opstelling FC Zwolle: |
| 9 februari 2007 Plaats: Zwolle Oosterenkstadion Toeschouwers: 2.463 Scheidsrechter: Bas de Groot                | Ricky Bochem (e.d.) 3' Silvino Soares 50' Anton Jongsma 66' André Ossemer 69' Anton Jongsma 81' |               | |                       |
| 28e speelronde                                                                                                  | AGOVV Apeldoorn                                                                                 | 1 – 2 (1 – 2) | FC Zwolle | Opstelling FC Zwolle: |
| 16 februari 2007 Plaats: Apeldoorn Stadion Berg & Bos Toeschouwers: 1.735 Scheidsrechter: Eric Braamhaar        | Ruud ter Heide 44'                                                                              |               | 40' Petri Oravainen 45' Tjeerd Korf |                       |
| 29e speelronde                                                                                                  | FC Zwolle                                                                                       | 2 – 1 (2 – 0) | Stormvogels Telstar | Opstelling FC Zwolle: |
| 23 februari 2007 Plaats: Zwolle Oosterenkstadion Toeschouwers: 3.195 Scheidsrechter: Mario Diks                 | Eric Botteghin 31' Anton Jongsma 33'                                                            |               | 90' Geoffrey Galatà |                       |
| 30e speelronde                                                                                                  | FC Den Bosch                                                                                    | 2 – 2 (2 – 1) | FC Zwolle | Opstelling FC Zwolle: |
| 2 maart 2007 Plaats: 's-Hertogenbosch Stadion De Vliert Toeschouwers: 4.120 Scheidsrechter: Bjorn Kuipers       | Anthony Lurling 1' Frank Demouge 28'                                                            |               | 10' Tjeerd Korf 72' Silvino Soares |                       |
| 31e speelronde                                                                                                  | FC Zwolle                                                                                       | 3 – 1 (2 – 1) | MVV | Opstelling FC Zwolle: |
| 9 maart 2007 Plaats: Zwolle Oosterenkstadion Toeschouwers: 3.564 Scheidsrechter: Pol van Boekel                 | Anton Jongsma 30' Jordy Zuidam 37' Eric Botteghin 51'                                           |               | 10' Harrie Gommans |                       |
| 32e speelronde                                                                                                  | FC Omniworld                                                                                    | 2 – 7 (0 – 4) | FC Zwolle | Opstelling FC Zwolle: |
| 16 maart 2007 Plaats: Almere Mitsubishi Forkliftstadion Toeschouwers: 2.107 Scheidsrechter: Peter van Dongen    | Richard Haklander 80' Jamal Dibi 88'                                                            |               | 10' Anton Jongsma 38' (pen) Jordy Zuidam 40' Petri Oravainen 45' Niklas Moisander 63' Anton Jongsma 64' (e.d.) Jeroen Hessing 84' Silvino Soares |                       |
| 33e speelronde                                                                                                  | FC Zwolle                                                                                       | 2 – 0 (2 – 0) | Cambuur Leeuwarden | Opstelling FC Zwolle: |
| 25 maart 2007 Plaats: Zwolle Oosterenkstadion Toeschouwers: 3.292 Scheidsrechter: Jack van Hulten               | Tjeerd Korf 5' Silvino Soares 31'                                                               |               | |                       |
| 34e speelronde                                                                                                  | RBC Roosendaal                                                                                  | 3 – 0 (2 – 0) | FC Zwolle | Opstelling FC Zwolle: |
| 30 maart 2007 Plaats: Roosendaal RBC Stadion Toeschouwers: 4.450 Scheidsrechter: Raymond van Meenen             | Laurens ten Heuvel 11' Danny Guijt 16' Kees Kwakman 57'                                         |               | |                       |
| 35e speelronde                                                                                                  | FC Zwolle                                                                                       | 1 – 0 (1 – 0) | Fortuna Sittard | Opstelling FC Zwolle: |
| 6 april 2007 Plaats: Zwolle Oosterenkstadion Toeschouwers: 3.431 Scheidsrechter: Bas Nijhuis                    | Petri Oravainen 13'                                                                             |               | |                       |
| 36e speelronde                                                                                                  | FC Dordrecht                                                                                    | 1 – 0 (1 – 0) | FC Zwolle | Opstelling FC Zwolle: |
| 13 april 2007 Plaats: Dordrecht Stadion Krommedijk Toeschouwers: 2.676 Scheidsrechter: Dick Jol                 | Guy Ramos 29'                                                                                   |               | |                       |
| 37e speelronde                                                                                                  | FC Zwolle                                                                                       | 2 – 2 (2 – 2) | De Graafschap | Opstelling FC Zwolle: |
| 20 april 2007 Plaats: Zwolle Oosterenkstadion Toeschouwers: 6.500 Scheidsrechter: Pol van Boekel                | Eric Botteghin 9' Petri Oravainen 15'                                                           |               | 20' (e.d.) Dennis van der Wal 29' John van Loenhout                                                                                              |                       |
| 38e speelronde                                                                                                  | Haarlem                                                                                         | 1 – 3 (0 – 2) | FC Zwolle | Opstelling FC Zwolle: |
| 27 april 2007 Plaats: Haarlem Haarlemstadion Toeschouwers: 1.600 Scheidsrechter: Bjorn Kuipers                  | Achmed Ahahaoui 80'                                                                             |               | 6' Albert van der Haar 19' Anton Jongsma 74' Albert van der Haar                                                                                 |                       |

### KNVB beker
| 2e ronde                                                                                         | FC Emmen             | 1 – 0 (0 – 0) | FC Zwolle | Opstelling FC Zwolle: |
| 19 september 2006 Plaats: Emmen Univé Stadion Toeschouwers: 1.136 Scheidsrechter: Eric Braamhaar | Geoffrey Verweij 79' |               |           | Boer, Moisander, Akerboom, Van der Haar, Zandstra, Rossen (45' Korf), Jongsma, Zuidam, Van Moll (45' S. Jansen), Wilson, Soares (66' A. Jansen) |

## Selectie en technische staf

### Selectie 2006/07
| Nr.           |                    | Naam                    | Competitie | Competitie | Beker      | Beker      | Play-offs  | Play-offs  | Totaal     | Totaal     | Contract   | Seizoen    | Vorige club               | Debuut            |
| Nr.           | W                  | Naam                    |            | W          |            | W          |            | W          |            |            | Contract   | Seizoen    | Vorige club               | Debuut            |
| Doelmannen    | Doelmannen         | Doelmannen              | Doelmannen | Doelmannen | Doelmannen | Doelmannen | Doelmannen | Doelmannen | Doelmannen | Doelmannen | Doelmannen | Doelmannen | Doelmannen                | Doelmannen        |
| ------------- | ------------------ | ----------------------- | ---------- | ---------- | ---------- | ---------- | ---------- | ---------- | ---------- | ---------- | ---------- | ---------- | ------------------------- | ----------------- |
| -             | Vlag van Nederland | Theo Brack              | 0          | 0          | 0          | 0          | 0          | 0          | 0          | 0          | -          | 3e         | N.E.C.                    | -                 |
| -             | Vlag van Nederland | Diederik Boer           | 38         | 0          | 1          | 0          | 0          | 0          | 39         | 0          | -          | 6e         | Jeugd                     | 8 maart 2003      |
| Verdedigers   |                    |                         |            |            |            |            |            |            |            |            |            |            |                           |                   |
| -             | Vlag van Nederland | Marcel Akerboom         | 31         | 1          | 1          | 0          | 0          | 0          | 32         | 1          | -          | 1e         | Fortuna Sittard           | 11 augustus 2006  |
| -             | Vlag van Nederland | Romano Bijl             | 4          | 0          | 0          | 0          | 0          | 0          | 4          | 0          | -          | 1e         | Excelsior                 | 15 oktober 2006   |
| -             | Vlag van Nederland | Harvey Bischop          | 11         | 0          | 0          | 0          | 0          | 0          | 11         | 0          | -          | 3e         | Cambuur Leeuwarden        | 13 augustus 2004  |
| -             | Vlag van Brazilië  | Eric Botteghin          | 14         | 3          | 0          | 0          | 0          | 0          | 14         | 3          | -          | 1e         | SC Internacional          | 26 januari 2007   |
| -             | Vlag van Nederland | Albert van der Haar     | 35         | 4          | 1          | 0          | 0          | 0          | 36         | 4          | -          | 11e        | Willem II                 | 27 augustus 1994  |
| -             | Vlag van Finland   | Niklas Moisander        | 34         | 1          | 1          | 0          | 0          | 0          | 35         | 1          | -          | 1e         | Ajax                      | 11 augustus 2006  |
| -             | Vlag van Nederland | Etiënne Reijnen         | 21         | 0          | 0          | 0          | 0          | 0          | 21         | 0          | -          | 2e         | Jeugd                     | 24 maart 2006     |
| -             | Vlag van Nederland | Erik Rotman             | 0          | 0          | 0          | 0          | 0          | 0          | 0          | 0          | -          | 1e         | Jeugd                     | -                 |
| -             | Vlag van Nederland | Rob van der Sluijs      | 5          | 0          | 0          | 0          | 0          | 0          | 5          | 0          | -          | 1e         | FC Utrecht                | 19 januari 2007   |
| -             | Vlag van Nederland | Dennis van der Wal      | 20         | 0          | 0          | 0          | 0          | 0          | 20         | 0          | -          | 3e         | Jeugd                     | 14 maart 2005     |
| -             | Vlag van Nederland | Wesley Zandstra         | 25         | 2          | 1          | 0          | 0          | 0          | 26         | 2          | -          | 2e         | ADO Den Haag              | 12 augustus 2005  |
| Middenvelders |                    |                         |            |            |            |            |            |            |            |            |            |            |                           |                   |
| -             | Vlag van Nederland | Bas Bloemen             | 1          | 0          | 0          | 0          | 0          | 0          | 1          | 0          | -          | 1e         | Jeugd                     | 17 november 2006  |
| -             | Vlag van Nederland | Anco Jansen             | 29         | 1          | 1          | 0          | 0          | 0          | 30         | 1          | -          | 2e         | Jeugd                     | 24 maart 2006     |
| -             | Vlag van Nederland | Ivo Rossen              | 10         | 0          | 1          | 0          | 0          | 0          | 11         | 0          | -          | 2e         | Go Ahead Eagles           | 19 augustus 2005  |
| -             | Vlag van Nederland | Arjen Spaan             | 0          | 0          | 0          | 0          | 0          | 0          | 0          | 0          | -          | 1e         | Jeugd                     | -                 |
| -             | Vlag van Nederland | Tom IJzerman            | 9          | 0          | 0          | 0          | 0          | 0          | 9          | 0          | -          | 3e         | Jeugd                     | 12 augustus 2005  |
| -             | Vlag van Nederland | Jordy Zuidam            | 31         | 6          | 1          | 0          | 0          | 0          | 32         | 6          | -          | 2e         | FC Utrecht                | 12 augustus 2005  |
| Aanvallers    |                    |                         |            |            |            |            |            |            |            |            |            |            |                           |                   |
| -             | Vlag van Brazilië  | Wilson Cruz da Silveira | 16         | 3          | 1          | 0          | 0          | 0          | 17         | 3          | -          | 1e         | Duque de Caxias           | 18 augustus 2006  |
| -             | Vlag van Nederland | Stefan Jansen           | 18         | 0          | 1          | 0          | 0          | 0          | 19         | 0          | -          | 2e         | SW Bregenz                | 11 september 2005 |
| -             | Vlag van Nederland | Anton Jongsma           | 38         | 14         | 1          | 0          | 0          | 0          | 39         | 14         | -          | 1e         | Harkemase Boys (ama)      | 11 augustus 2006  |
| -             | Vlag van Nederland | Tjeerd Korf             | 33         | 6          | 1          | 0          | 0          | 0          | 34         | 6          | -          | 5e         | Jeugd                     | 15 maart 2003     |
| -             | Vlag van Nederland | Duncan van Moll         | 32         | 3          | 1          | 0          | 0          | 0          | 33         | 3          | -          | 1e         | Be Quick '28 (ama)        | 5 september 1998  |
| -             | Vlag van Finland   | Petri Oravainen         | 12         | 4          | 0          | 0          | 0          | 0          | 12         | 4          | -          | 1e         | HJK Helsinki              | 12 januari 2007   |
| -             | Vlag van Brazilië  | André Ossemer           | 11         | 2          | 0          | 0          | 0          | 0          | 11         | 2          | -          | 1e         | Esporte Clube Próspera    | 19 januari 2007   |
| -             | Vlag van Nederland | Martin Reijnders        | 2          | 0          | 0          | 0          | 0          | 0          | 2          | 0          | -          | 10e        | Niet bekend               | 1989              |
| -             | Vlag van Portugal  | Silvino Soares          | 34         | 11         | 1          | 0          | 0          | 0          | 35         | 11         | -          | 1e         | Excelsior Maassluis (ama) | 11 augustus 2006  |
| -             | Vlag van Nederland | Jeffrey van Trappe      | 0          | 0          | 0          | 0          | 0          | 0          | 0          | 0          | -          | 1e         | Jeugd                     | -                 |
| Nr.           |                    | Naam                    | W          |            | W          |            | W          |            | W          |            | Contract   | Seizoen    | Vorige club               | Debuut            |
| Nr.           | Competitie         | Competitie              | Beker      | Beker      | Play-offs  | Play-offs  | Totaal     | Totaal     |            |            | Contract   | Seizoen    | Vorige club               | Debuut            |

### Technische staf
| Naam               | Functie                 |
| ------------------ | ----------------------- |
| Jan Everse         | Trainer/Coach           |
| Claus Boekweg      | Assistent Trainer/Coach |
| Sierd van der Berg | Assistent Trainer/Coach |
| Erwin Vloedgraven  | Verzorger               |
| Wim de Weerdt      | Teambegeleider          |
| Arthur Vennik      | Fysiotherapeut          |

## Statistieken FC Zwolle 2006/2007

### Eindstand FC Zwolle in de Nederlandse Eerste divisie 2006 / 2007
| Stand | Gespeeld | Gewonnen | Gelijk | Verloren | Punten | Doelpunten voor | Doelpunten tegen | Gele kaarten | Rode kaarten |
| ----- | -------- | -------- | ------ | -------- | ------ | --------------- | ---------------- | ------------ | ------------ |
| 9e    | 38       | 14       | 11     | 13       | 53     | 66              | 51               | 56           | 1            |

### Topscorers
| #                | Naam                                    | Goal |
| ---------------- | --------------------------------------- | ---- |
| 1.               | Anton Jongsma                           | 14   |
| 2.               | Silvino Soares                          | 11   |
| 3.               | Tjeerd Korf                             | 6    |
| 3.               | Jordy Zuidam                            | 6    |
| 5.               | Albert van der Haar                     | 4    |
| 5.               | Petri Oravainen                         | 4    |
| 7.               | Eric Botteghin                          | 3    |
| 7.               | Duncan van Moll                         | 3    |
| 7.               | Wilson Cruz da Silveira                 | 3    |
| 10.              | André Ossemer                           | 2    |
| 10.              | Wesley Zandstra                         | 2    |
| 12.              | Marcel Akerboom                         | 1    |
| 12.              | Anco Jansen                             | 1    |
| 12.              | Niklas Moisander                        | 1    |
| Eigen doelpunten |                                         |      |
| –                | Ricky Bochem (Helmond Sport)            | 1    |
| –                | Jeroen Hessing (FC Omniworld)           | 1    |
| –                | Ferdinand Katipana (Cambuur Leeuwarden) | 1    |
| –                | Niek Loohuis (BV Veendam)               | 1    |
| –                | Peter Reekers (VVV-Venlo)               | 1    |
| Totaal           | Totaal                                  | 66   |

| #      | Naam        | Goal |
| ------ | ----------- | ---- |
|        | Geen speler | 0    |
| Totaal | Totaal      | 0    |

| #      | Naam                | Goal |
| ------ | ------------------- | ---- |
| 1.     | Tom IJzerman        | 5    |
| 2.     | Anton Jongsma       | 4    |
| 3.     | Stefan Jansen       | 3    |
| 3.     | Duncan van Moll     | 3    |
| 5.     | Silvino Soares      | 2    |
| 5.     | Dennis van der Wal  | 2    |
| 5.     | Jordy Zuidam        | 2    |
| 8.     | Albert van der Haar | 1    |
| 8.     | Ivo Rossen          | 1    |
| Totaal | Totaal              | 23   |

### Kaarten
| #      | Naam                    |    |
| ------ | ----------------------- | -- |
| 1.     | Marcel Akerboom         | 6  |
| 1.     | Niklas Moisander        | 6  |
| 1.     | Dennis van der Wal      | 6  |
| 1.     | Jordy Zuidam            | 6  |
| 5.     | Albert van der Haar     | 5  |
| 6.     | Duncan van Moll         | 3  |
| 6.     | Wesley Zandstra         | 3  |
| 8.     | Diederik Boer           | 2  |
| 8.     | Anco Jansen             | 2  |
| 8.     | Anton Jongsma           | 2  |
| 8.     | Tjeerd Korf             | 2  |
| 8.     | Rob van der Sluijs      | 2  |
| 8.     | Wilson Cruz da Silveira | 2  |
| 14.    | Romano Bijl             | 1  |
| 14.    | Harvey Bischop          | 1  |
| 14.    | Eric Botteghin          | 1  |
| 14.    | Tom IJzerman            | 1  |
| 14.    | Stefan Jansen           | 1  |
| 14.    | Petri Oravainen         | 1  |
| 14.    | Etiënne Reijnen         | 1  |
| 14.    | Ivo Rossen              | 1  |
| 14.    | Silvino Soares          | 1  |
| Totaal | Totaal                  | 56 |

| #      | Naam        |   |
| ------ | ----------- | - |
| 1.     | Geen speler | 0 |
| Totaal | Totaal      | 0 |

| #      | Naam             |   |
| ------ | ---------------- | - |
| 1.     | Niklas Moisander | 1 |
| Totaal | Totaal           | 1 |

### Punten per speelronde
| Speelronde | 1 | 2 | 3 | 4 | 5 | 6 | 7 | 8 | 9 | 10 | 11 | 12 | 13 | 14 | 15 | 16 | 17 | 18 | 19 | 20 | 21 | 22 | 23 | 24 | 25 | 26 | 27 | 28 | 29 | 30 | 31 | 32 | 33 | 34 | 35 | 36 | 37 | 38 |
| ---------- | - | - | - | - | - | - | - | - | - | -- | -- | -- | -- | -- | -- | -- | -- | -- | -- | -- | -- | -- | -- | -- | -- | -- | -- | -- | -- | -- | -- | -- | -- | -- | -- | -- | -- | -- |
| Punten     | 1 | 1 | 0 | 3 | 0 | 0 | 1 | 0 | 0 | 1  | 3  | 0  | 3  | 0  | 3  | 0  | 1  | 0  | 3  | 1  | 1  | 1  | 0  | 0  | 3  | 1  | 3  | 3  | 3  | 1  | 3  | 3  | 3  | 0  | 3  | 0  | 1  | 3  |

### Punten na speelronde
| Speelronde | 1 | 2 | 3 | 4 | 5 | 6 | 7 | 8 | 9 | 10 | 11 | 12 | 13 | 14 | 15 | 16 | 17 | 18 | 19 | 20 | 21 | 22 | 23 | 24 | 25 | 26 | 27 | 28 | 29 | 30 | 31 | 32 | 33 | 34 | 35 | 36 | 37 | 38 |
| ---------- | - | - | - | - | - | - | - | - | - | -- | -- | -- | -- | -- | -- | -- | -- | -- | -- | -- | -- | -- | -- | -- | -- | -- | -- | -- | -- | -- | -- | -- | -- | -- | -- | -- | -- | -- |
| Punten     | 1 | 2 | 2 | 5 | 5 | 5 | 6 | 6 | 6 | 7  | 10 | 10 | 13 | 13 | 16 | 16 | 17 | 17 | 20 | 21 | 22 | 23 | 23 | 23 | 26 | 27 | 30 | 33 | 36 | 37 | 40 | 43 | 46 | 46 | 49 | 49 | 50 | 53 |

### Stand na speelronde
| Speelronde | 1   | 2   | 3   | 4   | 5   | 6   | 7   | 8   | 9   | 10  | 11  | 12  | 13  | 14  | 15  | 16  | 17  | 18  | 19  | 20  | 21  | 22  | 23  | 24  | 25  | 26  | 27  | 28  | 29  | 30  | 31  | 32  | 33 | 34 | 35 | 36 | 37 | 38 |
| ---------- | --- | --- | --- | --- | --- | --- | --- | --- | --- | --- | --- | --- | --- | --- | --- | --- | --- | --- | --- | --- | --- | --- | --- | --- | --- | --- | --- | --- | --- | --- | --- | --- | -- | -- | -- | -- | -- | -- |
| Stand      | 14e | 12e | 17e | 11e | 13e | 13e | 13e | 15e | 15e | 16e | 14e | 13e | 16e | 14e | 14e | 15e | 17e | 17e | 14e | 14e | 16e | 15e | 15e | 15e | 13e | 15e | 13e | 13e | 12e | 13e | 10e | 10e | 9e | 9e | 9e | 9e | 9e | 9e |

### Doelpunten per speelronde
| Speelronde | 1 | 2 | 3 | 4 | 5 | 6 | 7 | 8 | 9 | 10 | 11 | 12 | 13 | 14 | 15 | 16 | 17 | 18 | 19 | 20 | 21 | 22 | 23 | 24 | 25 | 26 | 27 | 28 | 29 | 30 | 31 | 32 | 33 | 34 | 35 | 36 | 37 | 38 | Totaal |
| ---------- | - | - | - | - | - | - | - | - | - | -- | -- | -- | -- | -- | -- | -- | -- | -- | -- | -- | -- | -- | -- | -- | -- | -- | -- | -- | -- | -- | -- | -- | -- | -- | -- | -- | -- | -- | ------ |
| Doelpunten | 0 | 1 | 0 | 4 | 1 | 2 | 1 | 1 | 1 | 1  | 3  | 1  | 3  | 0  | 2  | 1  | 0  | 0  | 2  | 1  | 2  | 3  | 1  | 0  | 4  | 2  | 5  | 2  | 2  | 2  | 3  | 7  | 2  | 0  | 1  | 0  | 2  | 3  | 66     |

## Mutaties

### Zomer

#### Aangetrokken
| Nr. | Nat. | Naam                    | Van                       | Type | Contract | Transfersom | Bijzonderheid |
| --- | ---- | ----------------------- | ------------------------- | ---- | -------- | ----------- | ------------- |
| -   | NL   | Marcel Akerboom         | Fortuna Sittard           | -    | -        | n.v.t.      | -             |
| -   | NL   | Romano Bijl             | Excelsior                 | -    | -        | n.v.t.      | -             |
| -   | NL   | Bas Bloemen             | Jeugd                     | -    | -        | n.v.t.      | -             |
| -   | BR   | Wilson Cruz da Silveira | Duque de Caxias           | -    | -        | n.v.t.      | -             |
| -   | NL   | Albert van der Haar     | Willem II                 | -    | -        | n.v.t.      | -             |
| -   | CU   | Anton Jongsma           | Harkemase Boys (ama)      | -    | -        | n.v.t.      | -             |
| -   | FI   | Niklas Moisander        | Ajax                      | -    | -        | n.v.t.      | -             |
| -   | NL   | Duncan van Moll         | Be Quick '28 (ama)        | -    | -        | n.v.t.      | -             |
| -   | NL   | Martin Reijnders        | Niet bekend               | -    | -        | n.v.t.      | -             |
| -   | NL   | Erik Rotman             | Jeugd                     | -    | -        | n.v.t.      | -             |
| -   | PT   | Silvino Soares          | Excelsior Maassluis (ama) | -    | -        | n.v.t.      | -             |
| -   | NL   | Rob van der Sluijs      | FC Utrecht                | -    | -        | n.v.t.      | -             |
| -   | NL   | Arjen Spaan             | Jeugd                     | -    | -        | n.v.t.      | -             |
| -   | NL   | Jeffrey van Trappe      | Jeugd                     | -    | -        | n.v.t.      | -             |

#### Afgetest
| Nat. | Naam         | Van           | Bijzonderheid |
| ---- | ------------ | ------------- | ------------- |
| CA   | Will Johnson | sc Heerenveen | Geen          |

#### Vertrokken
| Nr. | Nat. | Naam                     | Naar               | Type               | Transfersom | Wed. | Dlpt. |
| --- | ---- | ------------------------ | ------------------ | ------------------ | ----------- | ---- | ----- |
| -   | PT   | Mauro Almeida            | SK Austria Kärnten | -                  | n.v.t.      | 74   | 8     |
| -   | NL   | Ronald Breinburg         | FC Emmen           | -                  | n.v.t.      | 43   | 0     |
| -   | NL   | Dion Esajas              | SC Paderborn 07    | -                  | n.v.t.      | 58   | 13    |
| -   | NL   | Raymond Fafiani          | FC Twente          | Einde huurcontract | n.v.t.      | 22   | 2     |
| -   | PT   | João Santos Flores       | Niet bekend        | -                  | n.v.t.      | 2    | 0     |
| -   | NL   | Ronald Hoek              | Gestopt            | -                  | n.v.t.      | -    | -     |
| -   | NL   | Hermen Hogenkamp         | Gestopt            | -                  | n.v.t.      | -    | -     |
| -   | NL   | Jos Hooiveld             | sc Heerenveen      | Einde huurcontract | n.v.t.      | 45   | 3     |
| -   | NL   | Jurrian IJzebrink        | Gestopt            | -                  | n.v.t.      | 0    | 0     |
| -   | NL   | Arco Jochemsen           | Gestopt            | -                  | n.v.t.      | 55   | 3     |
| -   | NL   | Santi Kolk               | Feyenoord          | Einde huurcontract | n.v.t.      | 29   | 18    |
| -   | NL   | Dominggus Lim-Duan       | FC Eindhoven       | -                  | n.v.t.      | 149  | 24    |
| -   | NL   | Remco Schol              | Gestopt            | -                  | n.v.t.      | 167  | 6     |
| -   | NL   | Erik Stolte              | Gestopt            | -                  | n.v.t.      | 1    | 0     |
| -   | BE   | Stefan Teelen            | Gestopt            | -                  | n.v.t.      | 40   | 0     |
| -   | NL   | Charlie van den Ouweland | Roda JC Kerkrade   | Einde huurcontract | n.v.t.      | 13   | 1     |
| -   | NL   | Ivar van Dinteren        | Helmond Sport      | -                  | n.v.t.      | 86   | 15    |

#### Statistieken transfers zomer
| Gekochte spelers | Verkochte spelers | Gehuurde spelers | Verhuurde spelers | Spelers terug van verhuurperiode | Spelers einde van huurperiode | Transfervrij aangetrokken spelers | Transfervrij vertrokken spelers | Doorgestroomde jeugdspelers |
| ---------------- | ----------------- | ---------------- | ----------------- | -------------------------------- | ----------------------------- | --------------------------------- | ------------------------------- | --------------------------- |
| 0                | 0                 | 0                | 0                 | 0                                | 4                             | 9                                 | 6                               | 4                           |

### Winter

#### Aangetrokken
| Nr. | Nat. | Naam            | Van                    | Type | Contract     | Transfersom | Bijzonderheid |
| --- | ---- | --------------- | ---------------------- | ---- | ------------ | ----------- | ------------- |
| -   | BR   | Eric Botteghin  | SC Internacional       | -    | 30 juni 2011 | n.v.t.      | -             |
| -   | FI   | Petri Oravainen | HJK Helsinki           | -    | -            | n.v.t.      | -             |
| -   | BR   | André Ossemer   | Esporte Clube Próspera | -    | -            | n.v.t.      | -             |

#### Vertrokken
| Nr. | Nat. | Naam                    | Naar        | Type | Transfersom | Wed. | Dlpt. |
| --- | ---- | ----------------------- | ----------- | ---- | ----------- | ---- | ----- |
| -   | BR   | Wilson Cruz da Silveira | US Zagarolo | -    | n.v.t.      | 16   | 3     |

#### Statistieken transfers winter
| Gekochte spelers | Verkochte spelers | Gehuurde spelers | Verhuurde spelers | Spelers terug van verhuurperiode | Spelers einde van huurperiode | Transfervrij aangetrokken spelers | Transfervrij vertrokken spelers | Doorgestroomde jeugdspelers |
| ---------------- | ----------------- | ---------------- | ----------------- | -------------------------------- | ----------------------------- | --------------------------------- | ------------------------------- | --------------------------- |
| 0                | 0                 | 0                | 0                 | 0                                | 0                             | 3                                 | 1                               | 0                           |